# Dominic Vinicius
Dominic Vinicius (født 5. januar 1995) er en brasiliansk/nigeriansk fodboldspiller, som spiller angriber for den kinesiske klub Beijing Enterprises Group FC. Han fik sit fodboldmæssige gennembrud i danske Vejle Boldklub, hvor han nåede at spille halvandet år, score 24 mål i 46 kampe og blive klubbens dyreste spillersalg med skiftet til kinesisk fodbold i 2018.

## Karriere

### Tidlig karriere
Dominic Vinicius kom til storklubben Atlético Paranaense i 2012 og var to år senere med klubben i Schweiz, hvor de vandt en international U/20-turnering efter finalesejr over Benfica. Tidligere i karrieren har han været udlånt til den mindre brasilianske klub Cuiabá og Portuguesa.

### Vejle Boldklub

#### 2016/2017
Forud for 2016/2017-sæsonen underskrev Dominic Vinicius den 20. juli 2016 en kontrakt med Vejle Boldklub løbende i to år til sommeren 2018. Han blev dermed VB's sjette brasilianske spiller gennem tiderne.
Den store angriber (194 cm) sikrede sig en kontrakt via en prøvetræning i klubben, som før sæsonen var under voldsom genopbygning. Den nye ejer Andrei Zolotko havde netop sikret sig aktiemajoriteten i Vejle Boldklub og skrev kontrakt med 19 nye spillere i hans første halvsæson i klubben.
Dominic Vinicius startede inde i sæsonpremieren mod Fremad Amager, men måtte sidenhen tage plads på bænken i den efterfølgende to kampe. I sæsonens fjerde kamp mod FC Helsingør kom han ind med 25 minutter igen og kvitterede med både et mål og en assist. I resten af sæsonen spillede han fra start og sluttede med at blive topscorer i NordicBet Liga 2016/2017-sæsonen med 15 mål i 28 kampe.

#### 2017/2018
Kort inde i efteråret 2017 forlængede Dominic Vinicius sin kontrakt med Vejle Boldklub til sommeren 2019. I det første halvår af 2017/2018-sæsonen fortsatte han med at være en profil for Vejle Boldklub og var således klubbens topscorer med ni mål i efterårssæsonen. 
Mod slutningen af efteråret blev han dog kortvarigt smidt ud af førsteholdstruppen sammen med holdkammeraterne Imed Louati og Allan Goncalves Sousa. Det skete forud for en kamp mod Fremad Amager. Træner Adolfo Sormani tog konsekvensen af, at trioen havde forbrudt sig mod klubbens interne regler og lod dem træne for sig selv. Til den efterfølgende kamp mod Vendsyssel FF blev Vinicius taget til nåede og spillede således efterårets sidste kamp. Han scorede til 2-1 i topkampen, som VB endte med at vinde 4-1. Dermed overvintrede klubben på førstepladsen.
Den 9. januar 2018 meddelte Vejle Boldklub, at klubben var nået til enighed med en kinesisk klub om prisen for et salg af Vinicius. Den 11. januar offentliggjorde han selv et billede på Facebook, hvor han skrev under med Beijing Enterprises Group FC fra den næstbedste kinesiske række. Salgsprisen var rygtet til mellem 1,7 millioner euro og 20 millioner kroner, hvilket gjorde Vinicius til Vejle Boldklubs dyreste spillersalg nogensinde.

### Beijing Enterprises Group FC
Den 11. januar 2018 underskrev Vinicius en kontrakt med Beijing Enterprises Group FC fra den næstbedste kinesiske fodboldrække, China League One.

## Titler
- 2017: Topscorer i NordicBet Liga 2016-2017 (15 mål)